# Windisch-Minihof
Windisch-Minihof (ungarisch Kistótlak, Tótlak) ist eine Ortschaft und unter der Bezeichnung Windisch Minihof eine Katastralgemeinde in der Gemeinde Minihof-Liebau.
Das Dorf mit Angerform liegt im Doiberbachtal. 
Urkundlich wurde der Ort erstmals im Jahre 1387 erwähnt.
- Südlich der Filialkapelle hl. Johannes stehen Dreiseithöfe in lockerer Verbauung.
- Es gibt ein Wegkreuz vor der Kirche und ein Wegkreuz auf dem Gamperlberg.
- Auf dem Hauptplatz steht ein Modell eines strohgedeckten Streckhofes als Blockbau.
- Am Doibersbach steht die Jostmühle, die letzte wasserbetriebene Mühle im Naturpark Raab.

Ansichten von Windisch-Minihof
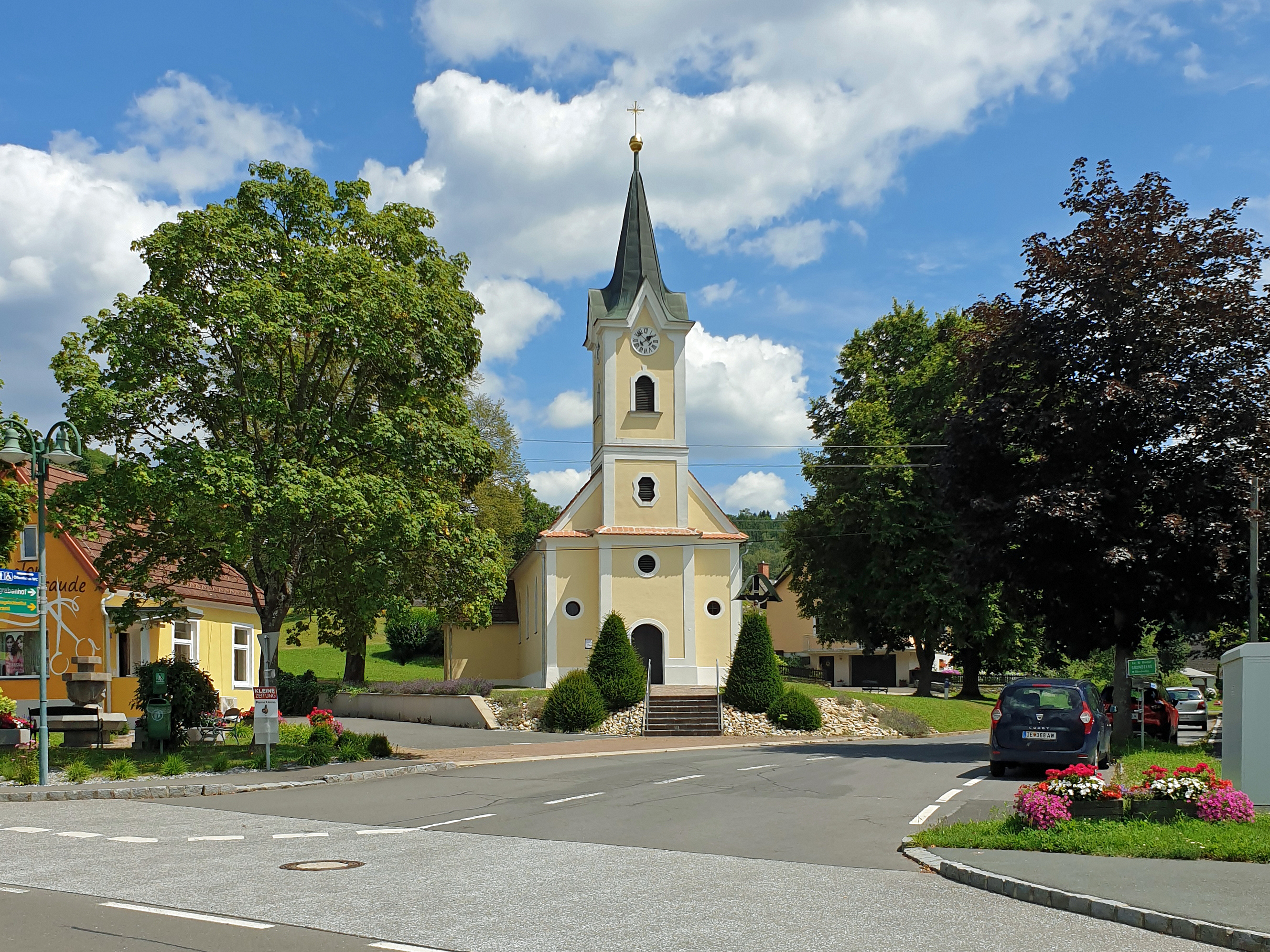
Ortskapelle
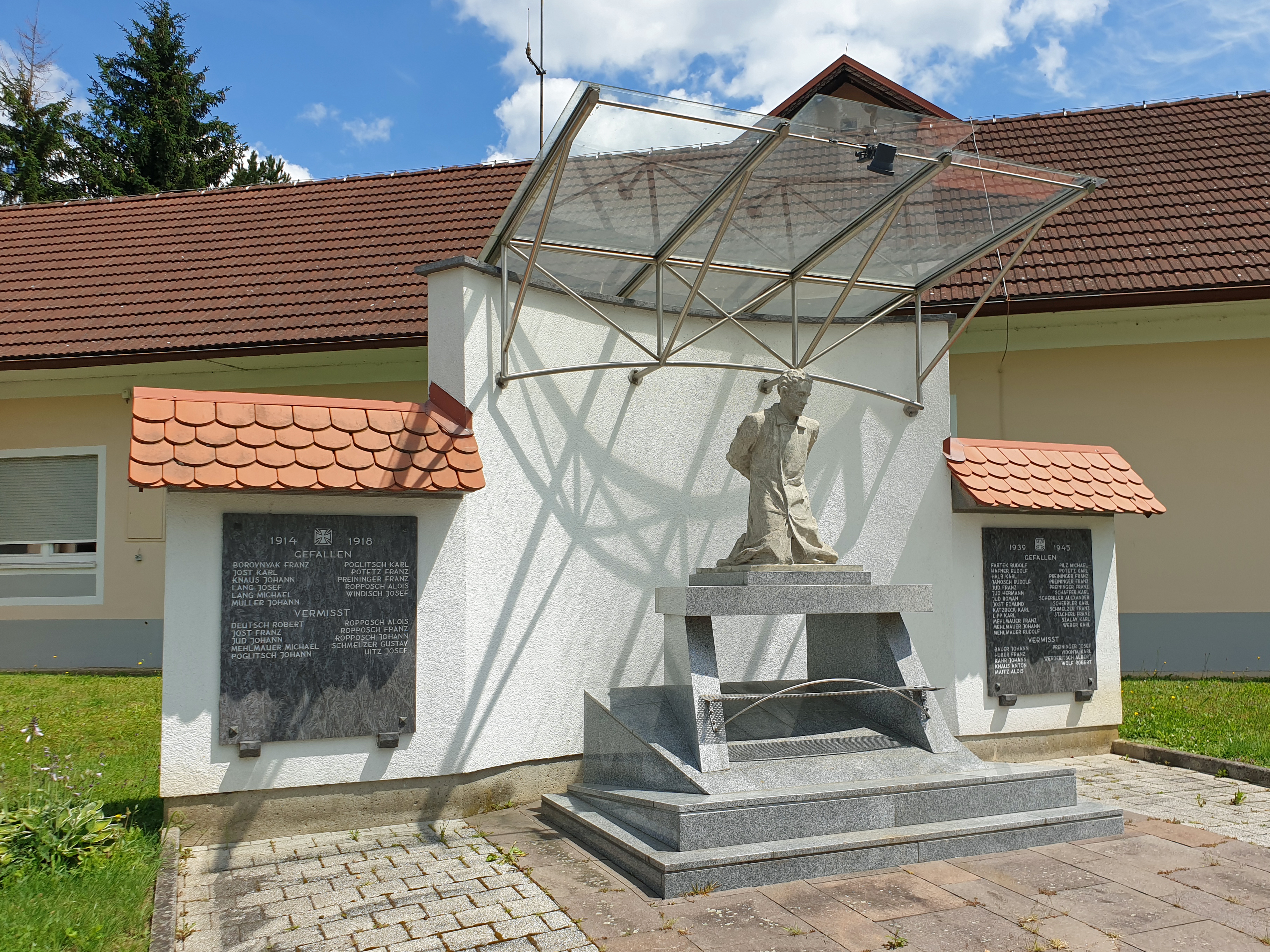
Kriegerdenkmal
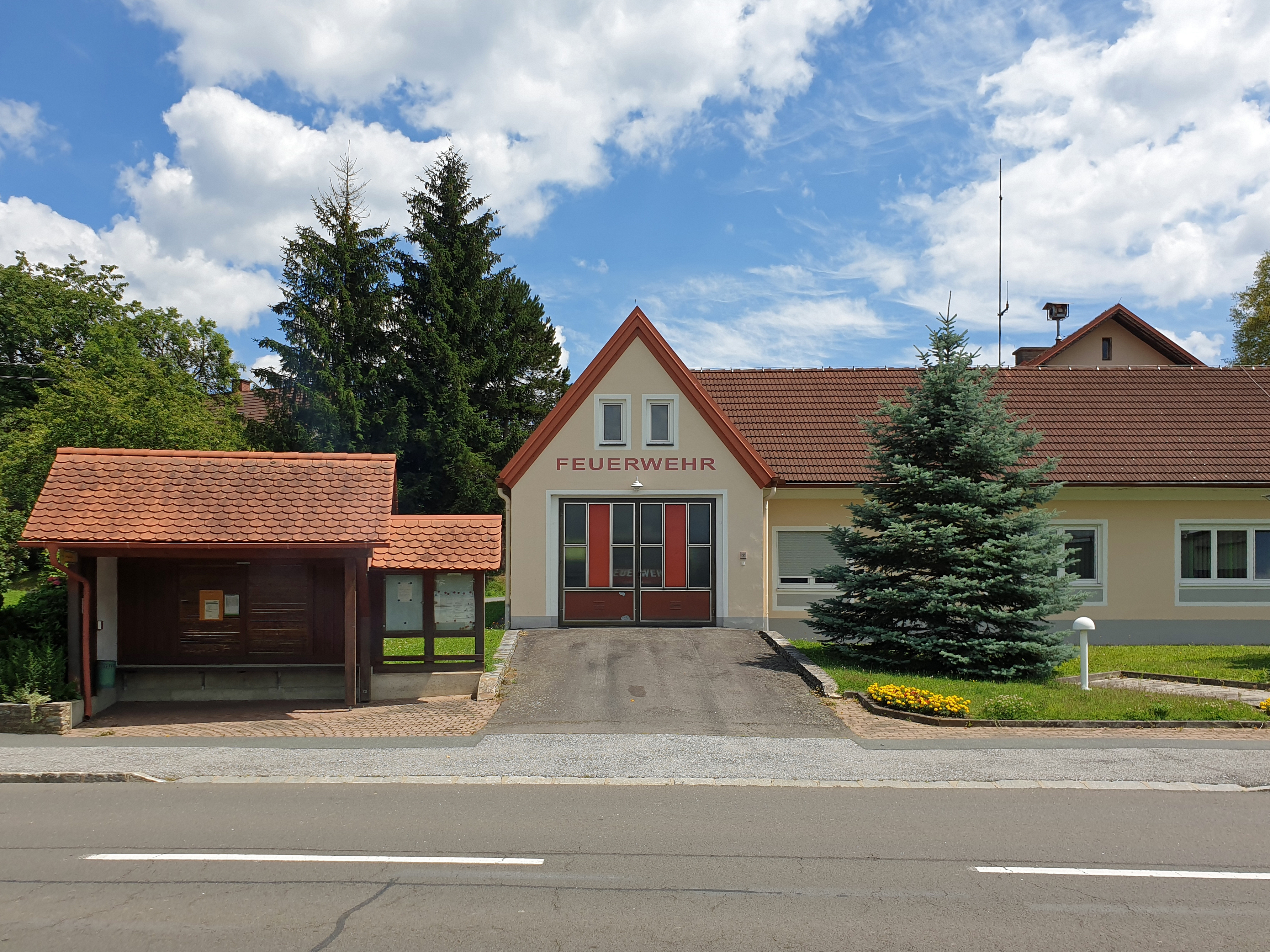
Feuerwache
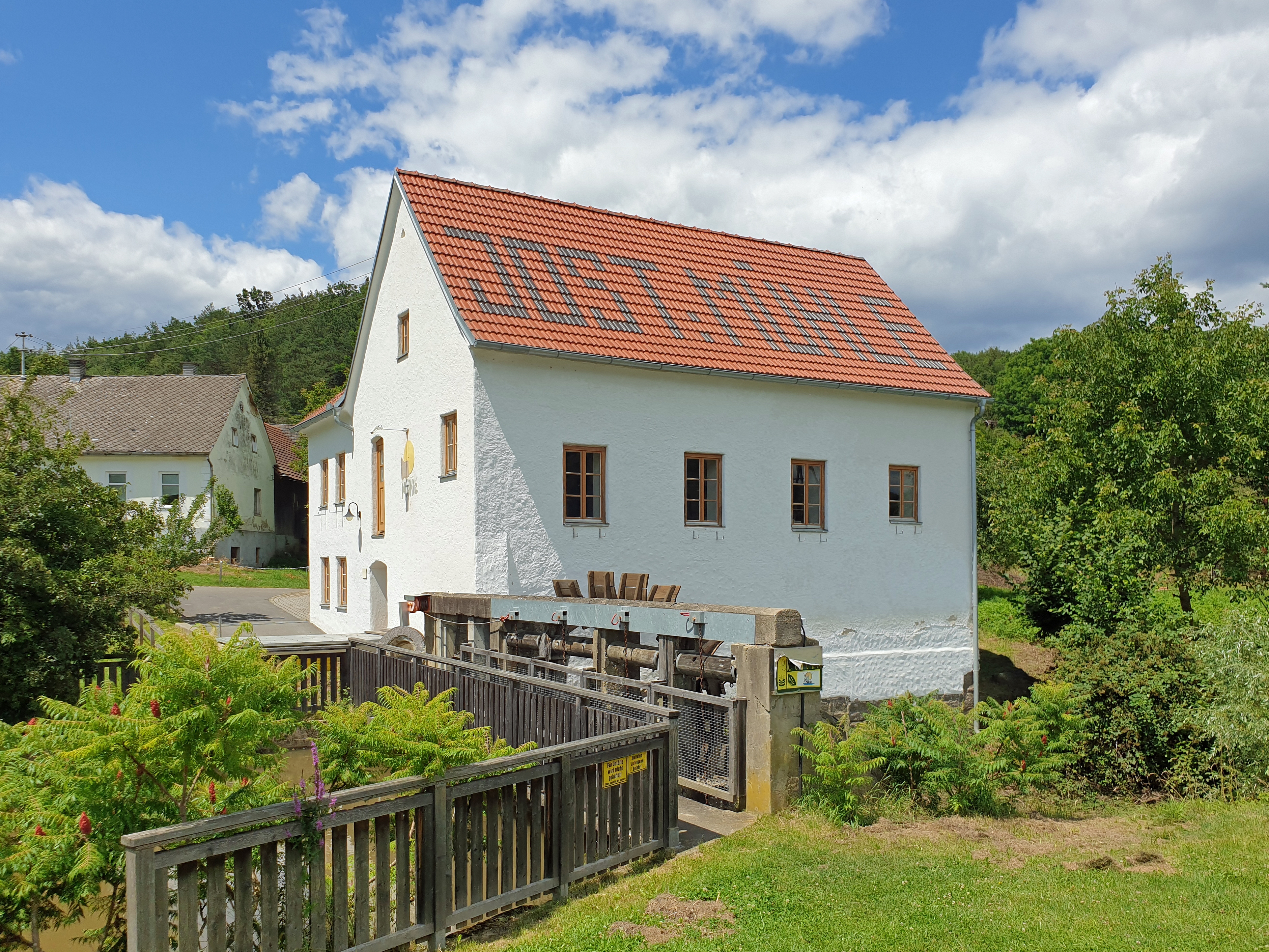
Jost Mühle